# Сарумілья
Сарумілья (ісп. Zarumilla) — столиця однойменної провінції у перуанському регіоні Тумбес.

## Географія
Сарумілья знаходиться на північний схід від міста Тумбес на кордоні з Еквадором.

### Клімат
Місто знаходиться у зоні, котра характеризується кліматом помірних степів та напівпустель. Найтепліший місяць — березень із середньою температурою 26.7 °C (80.1 °F). Найхолодніший місяць — серпень, із середньою температурою 23.3 °С (73.9 °F).
| Клімат Сарумільї        | Клімат Сарумільї | Клімат Сарумільї | Клімат Сарумільї | Клімат Сарумільї | Клімат Сарумільї | Клімат Сарумільї | Клімат Сарумільї | Клімат Сарумільї | Клімат Сарумільї | Клімат Сарумільї | Клімат Сарумільї | Клімат Сарумільї | Клімат Сарумільї |
| Показник                | Січ.             | Лют.             | Бер.             | Квіт.            | Трав.            | Черв.            | Лип.             | Серп.            | Вер.             | Жовт.            | Лист.            | Груд.            | Рік              |
| Середня температура, °C | 26,1             | 26,6             | 26,7             | 26,6             | 25,7             | 24,5             | 23,7             | 23,3             | 23,4             | 23,5             | 24,1             | 25,3             | 25               |
| Норма опадів, мм        | 76.5             | 90.6             | 113.8            | 68               | 25               | 14               | 3.7              | 2.4              | 5.1              | 5.1              | 4.6              | 11.3             | 420.1            |
| Днів з опадами          | 10,7             | 11,8             | 11,8             | 9,4              | 6,5              | 6,1              | 5,8              | 6,1              | 6                | 7,2              | 5,3              | 5,6              | 92,3             |
| Вологість повітря, %    | 79.2             | 79.7             | 80.4             | 80.8             | 81.3             | 81.9             | 82.6             | 82.5             | 82.1             | 81.4             | 79.8             | 78.6             | 80.9             |
| ----------------------- | ---------------- | ---------------- | ---------------- | ---------------- | ---------------- | ---------------- | ---------------- | ---------------- | ---------------- | ---------------- | ---------------- | ---------------- | ---------------- |
| Джерело: Weatherbase    |                  |                  |                  |                  |                  |                  |                  |                  |                  |                  |                  |                  |                  |